# Lenčka Kupper
Lenčka Kupper geb. Rudolf (* 4. April 1938 in Feistritz ob Bleiburg/Bistrica pri Pliberku) ist eine kärntnerslowenische Dichterin.

## Leben
Kupper lernte das Schneiderhandwerk.
In jungen Jahren war sie aktiv im Kinderchor, später in der Schauspielgruppe KPD Šmihel und im Kirchenchor. Bei den Schulschwestern in St. Ruprecht trat sie dem Mädchenchor und der Theatergruppe bei. Im Jahr 1958 heiratete sie den Professor Milan Kupper, das Paar hat drei Söhne. Die Familie lebte eine Weile in St. Ruprecht, dann in Klagenfurt/Celovec und schließlich in Göriach/Gorje oberhalb von Velden/Vrba.
Lenčka Kupper war von den Anfängen im Jahr 1960 bis 2010 Mitglied des Gemischten Chores Jakob Petelin Gallus, von 1988 bis 2003 dessen Vorsitzende. Einige Jahre lang leitete sie den Kinderchor des Kindergartens „Unser Kind“ in Klagenfurt/Celovec.

## Wirken
Lenčka Kupper begann bereits in Völkermarkt für ihre Söhne zu schreiben. Sie sang und trat mit ihnen bei Veranstaltungen der Schulschwestern in St. Ruprecht auf. Die meisten Lieder, für die sie neben dem Text auch die Melodie schrieb, entstanden später in Göriach/Gorje über Velden/Vrba. Damals begann sie auch, die Lieder zu veröffentlichen, zunächst in der Schulzeitung Mladi rod. Die breite Öffentlichkeit lernte sie am 19. Oktober 1980 kennen, als ihre Lied „Enkrat je bil en škrat“ (Einmal war ein Zwerg) auf dem Treffen der Jugendchöre im Konzerthaus Klagenfurt die Herzen der Zuhörer im Sturm eroberte. Dieses mittlerweile schon volkstümliche Lied wurde damals erstmals vom Kinderchor aus St. Leonhard mit der Chorleiterin Pepca Weiss aufgeführt. Bis heute hat Lenčka etwa 200 Kinderlieder geschrieben.
Ihre Lieder werden in Kindergärten, Volks- und Mittelschulen sowohl in Kärnten als auch in Slowenien gesungen. Lenčka Kupper erhielt am 13. März 1983 von dem Christlichen Kulturverein KKZ eine Anerkennung und Danksagung für ihre anhaltende Arbeit im Bereich der slowenischen Musik und vom Öffentlichen Fonds der Republik Slowenien für kulturelle Aktivitäten das Gallus-Diplom. Sie erhielt auch die Silberne Plakette des Öffentlichen Fonds der Republik Slowenien für das Jahr 2007 mit der Begründung, dass sie „das Musikleben in ihrer Umgebung, insbesondere im Bereich der musikalischen Erziehung von Kindern, bereichert hat“.

„In ihren Liedern ist Frische und Fröhlichkeit, ist Freude und Sehnsucht nach allem Schönen, was in der Welt des Kindes lebt und passiert.“

2018 wurde Kupper der 39. Joško-Tischler-Preis des Rates der Kärntner Slowenen und des Christlichen Kulturverbands (Krščanska kulturna zveza) für ihr Lebenswerk zuerkannt.

## Bibliografie
- Skrivnostna bela krpica. Pripovedke in pesmi. Glasba Janez Bitenc. Ilustracije udeležencev tedna mladih umetnikov 1984 na Rebrci. Z glasbeno kaseto. Celovec: Mohorjeva, 1985. 71 str.
- Brez meja. Mladinske in otroške pesmi. Uglasbila avtorica. Ilustracije. Ulrike Tripold. Z glasbeno kaseto. Celovec: Drava, [1988]. [39] str.
- Brez meja 80 let Lenčka Kupper. (nova zgoščenka - ponatis kasete iz leta 1987). Celovec: KKZ, 2018.
- Diči, diči, diča. Glasbena kaseta. Uglasbil Gabrijel Lipuš. Celovec: Drava, Slovenska prosvetna zveza, 1987.
- Pojmo s ptički. Ilustracije Andreja Zikulnig. Z glasbeno kaseto. Celovec: Mohorjeva, 1991. 50 str.
- Glasbeni koledarček. Ilustrirali učenci Mohorjeve ljudske šole v Celovcu. Koledar Tatjana Tolmaier in Marica Hartmann. Celovec: Mohorjeva, 1992. [42] str.
- Nikoli slabe volje. Otroški in mladinski zbor s klavirsko spremljavo. Uglasbila avtorica. Klavir Slavko Mihelčič. [Ljubljana]: samozaložba, 1992. 1 partitura (43 str.).
- Enkrat je bil en škrat. Uglasbila avtorica. Aranžiral Janez Gregorič. Ilustracije Breda Varl. Z glasbeno zgoščenko. Celovec: Krščanska kulturna zveza, 1998. 88 str.
- Enkrat je bil en škrat. Pesmi Lenčke Kupper. Uredili Janez Gregorič, Pepej Krop, Stefan Logar, Jurij Opetnik. Spremna beseda Franc Kukovica. Celovec: Strokovno pedagoško združenje, [1998]. 49 str. (Zapoj še ti 3)
- Iz roda v rod. Soavtorja Ciril Rudolf, Niko Kupper. Ilustracije Walter Jäger. Celovec-Ljubljana-Dunaj: Mohorjeva, 1998. 131 str.
- Vetrnica. Ilustrirali otroci otroškega vrtca Naš otrok. Celovec: Delovna skupnost dvo- in večjezičnih vrtcev, Društvo Naš otrok - Unser Kind, Krščanska kulturna zveza, 2003. 63 str.
- Letni časi. Pesmi Lenčke Kupper in Miriam Strmenik. Velikovec: Prosvetno društvo Lipa, [2005]. Glasbena zgoščenka.
- Prižgimo si lučke. Notno gradivo. Celovec: Mohorjeva, 2010. 34 str.
- Pesmi o živalih. Notno gradivo. Celovec: Mohorjeva, 2013. 27 str.
- Iz škratove krošnjice. Otroške pesmi skozi leto. Ilustrirala Polona Lovšin. Celovec: Mohorjeva, 2018. 112 str.